# AD São Caetano
Az Associação Desportiva São Caetano, röviden São Caetano, labdarúgó csapatát 1989-ben, a brazíliai São Caetano do Sulban hozták létre. A másodosztályú Paulista állami bajnokság és az országos Série D tagja.

## Játékoskeret
2015-től
| # |     | Poszt | Név             |
| - | --- | ----- | --------------- |
|   | BRA | K     | Júnior Belliato |
|   | BRA | K     | Thiago Passos   |
|   | BRA | K     | Saulo           |
|   | BRA | V     | Ângelo          |
|   | BRA | V     | Neto            |
|   | BRA | V     | Luiz Eduardo    |
|   | BRA | V     | Paulo Fernando  |
|   | BRA | V     | Gabriel         |
|   | BRA | V     | Sandoval        |
|   | BRA | V     | Eduardo Luiz    |
|   | BRA | V     | William Mineiro |
|   | BRA | V     | Bruno Recife    |
|   | BRA | V     | Artur           |
|   | BRA | V     | Murilo Ceará    |
|   | BRA | KP    | Raphael Alves   |
|   | BRA | KP    | Tiago Santos    |

| # |     | Poszt | Név               |
| - | --- | ----- | ----------------- |
|   | BRA | KP    | Paulinho          |
|   | BRA | KP    | Moacir            |
|   | BRA | KP    | Fábio Baiano      |
|   | BRA | KP    | Ferreira          |
|   | BRA | KP    | Kleber            |
|   | BRA | KP    | Leandro Carvalho  |
|   | BRA | KP    | Xuxa              |
|   | BRA | CS    | Jackson Five      |
|   | BRA | CS    | Clebinho          |
|   | BRA | CS    | Wesley            |
|   | BRA | CS    | Diogo Acosta      |
|   | BRA | CS    | Tiago Resende     |
|   | BRA | CS    | Esley             |
|   | BRA | CS    | Robson            |
|   | BRA | CS    | Matheus Guerreiro |